# Ломиворотов, Владимир Владимирович
Владимир Владимирович Ломиворотов (род. 29 января 1977 года) — российский учёный, специалист в области анестезиологии и реаниматологии, член-корреспондент РАН (2016).
Заместитель директора по научной работе, руководитель Центра анестезиологии и реаниматологии НМИЦ имени академика Е. Н. Мешалкина.
В 2000 году — окончил Новосибирский государственный медицинский университет.
В 2001 году защитил кандидатскую, а в 2004 году — докторскую диссертацию по специальности анестезиология и реаниматология.
В январе 2016 года — присвоено звание профессора РАН.
В октябре 2016 года — избран членом-корреспондентом РАН.
Автор и соавтор более 300 научных работ, в том числе 5 монографий, двух национальных и одного международного руководства.